# La Flotte
La Flotte-en-Ré redirige ici.
Pour les articles homonymes, voir Flotte (homonymie).
La Flotte, parfois nommée localement La Flotte-en-Ré, est une commune du Sud-Ouest de la France, située sur l'île de Ré, dans le département de la Charente-Maritime et la région Nouvelle-Aquitaine.
C'est la commune la plus étendue de toute l'île de Ré et la deuxième par sa population, se situant après Sainte-Marie-de-Ré, mais devançant Saint-Martin-de-Ré, son bureau centralisateur.
La commune appartient depuis 2011 au réseau « Villages de pierres et d'eau », label initié par le conseil général, afin de promouvoir des sites exceptionnels présentant la particularité d'être situés au bord d'une étendue d'eau (mer, rivière, étang...).

## Géographie

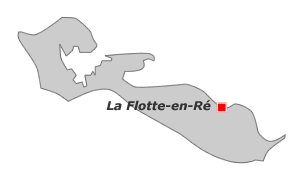
Situation de La Flotte-en-Ré sur l'île de Ré.

### Localisation
- Petite ville et port de plaisance sur la côte nord de l'île de Ré face aux côtes de Vendée et au Pertuis breton.
- Commune la plus étendue de l'île de Ré, elle en est cependant la deuxième par sa population.
- Rivage bordé de petites falaises.
- Plage de l'Arnérault, artificielle (ré-ensablée tous les ans).

## Urbanisme

### Typologie
Au 1er janvier 2024, La Flotte est catégorisée petite ville, selon la nouvelle grille communale de densité à 7 niveaux définie par l'Insee en 2022.
Elle appartient à l'unité urbaine de La Flotte, une agglomération intra-départementale dont elle est ville-centre,. Par ailleurs la commune fait partie de l'aire d'attraction de La Flotte, dont elle est la commune-centre,. Cette aire, qui regroupe 4 communes, est catégorisée dans les aires de moins de 50 000 habitants,.
La commune, bordée par l'océan Atlantique, est également une commune littorale au sens de la loi du 3 janvier 1986, dite loi littoral. Des dispositions spécifiques d’urbanisme s’y appliquent dès lors afin de préserver les espaces naturels, les sites, les paysages et l’équilibre écologique du littoral, tel le principe d'inconstructibilité, en dehors des espaces urbanisés, sur la bande littorale des 100 mètres, ou plus si le plan local d’urbanisme le prévoit.

### Occupation des sols
L'occupation des sols de la commune, telle qu'elle ressort de la base de données européenne d’occupation biophysique des sols Corine Land Cover (CLC), est marquée par l'importance des territoires agricoles (47 % en 2018), en diminution par rapport à 1990 (55,1 %). La répartition détaillée en 2018 est la suivante : 
forêts (34,3 %), cultures permanentes (18,3 %), zones urbanisées (17,9 %), zones agricoles hétérogènes (15,9 %), terres arables (9,1 %), prairies (3,7 %), espaces verts artificialisés, non agricoles (0,5 %), zones humides côtières (0,4 %). L'évolution de l’occupation des sols de la commune et de ses infrastructures peut être observée sur les différentes représentations cartographiques du territoire : la carte de Cassini (XVIIIe siècle), la carte d'état-major (1820-1866) et les cartes ou photos aériennes de l'IGN pour la période actuelle (1950 à aujourd'hui).

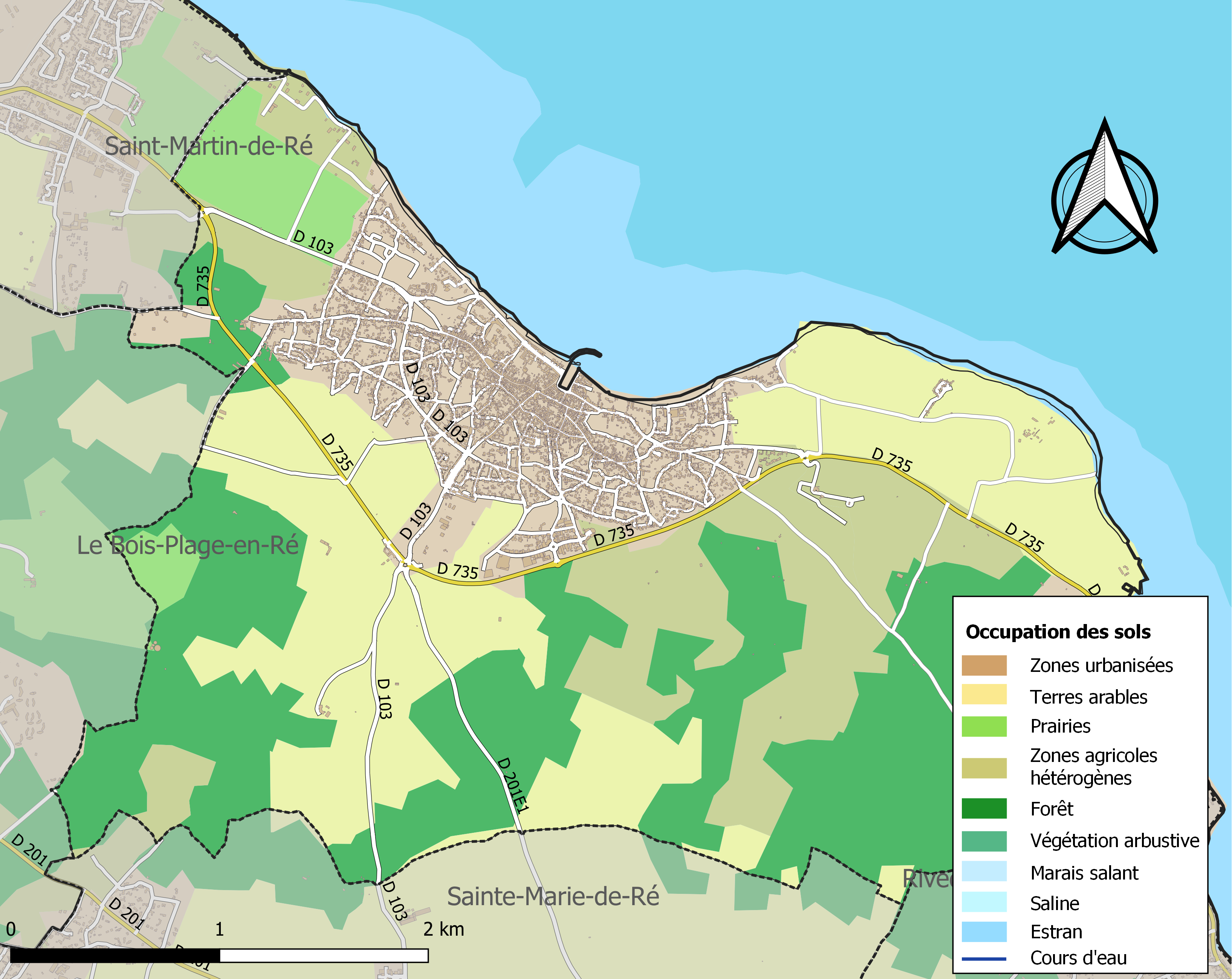
Carte des infrastructures et de l'occupation des sols de la commune en 2018 (CLC).

### Logement
En 2020, le nombre total de logements dans la commune était de 3 323, alors qu'il était de 3 215 en 2014 et de 3 426 en 2009.
Parmi ces logements, 42,8 % étaient des résidences principales, 56,2 % des résidences secondaires et 1 % des logements vacants. Ces logements étaient pour 91,3 % d'entre eux des maisons individuelles et pour 8,4 % des appartements.
Le tableau ci-dessous présente la typologie des logements à La Flotte en 2020 en comparaison avec celle de la Charente-Maritime et de la France entière. Une caractéristique marquante du parc de logements est ainsi une proportion de résidences secondaires et logements occasionnels (56,2 %) supérieure à celle du département (22,3 %) et à celle de la France entière (9,7 %). Concernant le statut d'occupation des résidences principales, 66 % des habitants de la commune sont propriétaires de leur logement (63,8 % en 2014), contre 65,5 % pour la Charente-Maritime et 57,5 pour la France entière.
| Typologie                                               | La Flotte | Charente-Maritime | France entière |
| ------------------------------------------------------- | --------- | ----------------- | -------------- |
| Résidences principales (en %)                           | 42,8      | 70,8              | 82,1           |
| Résidences secondaires et logements occasionnels (en %) | 56,2      | 22,3              | 9,7            |
| Logements vacants (en %)                                | 1         | 7                 | 8,2            |

### Risques majeurs
Le territoire de la commune de La Flotte est vulnérable à différents aléas naturels : météorologiques (tempête, orage, neige, grand froid, canicule ou sécheresse), inondations, feux de forêts et séisme (sismicité modérée). Il est également exposé à un risque technologique, le transport de matières dangereuses. Un site publié par le BRGM permet d'évaluer simplement et rapidement les risques d'un bien localisé soit par son adresse soit par le numéro de sa parcelle.

#### Risques naturels
La commune fait partie du territoire à risques importants d'inondation (TRI) de La Rochelle-Île de Ré, regroupant 21 communes concernées par un risque de submersion marine de la zone côtière, un des 21 TRI qui ont été arrêtés fin 2012 sur le bassin Loire-Bretagne et confirmé en 2018 lors du second cycle de la Directive inondation. Les submersions marines les plus marquantes des XXe et XXIe siècles antérieures à 2019 sont celles liées à la tempête du 9 février 1924, à la tempête du 15 février 1957, aux tempêtes Lothar et Martin des 26 et 27 décembre 1999 et à la tempête Xynthia des 27 et 28 février 2010. Cette tempête a eu pour conséquence l’instauration de zones de solidarité, où les parcelles considérées comme trop dangereuses pour y maintenir des maisons pouvaient à terme être expropriées (Loix, La Flotte, Nieul-sur-Mer, La Rochelle,…). Des cartes des surfaces inondables ont été établies pour trois scénarios : fréquent (crue de temps de retour de 10 ans à 30 ans), moyen (temps de retour de 100 ans à 300 ans) et extrême (temps de retour de l'ordre de 1 000 ans, qui met en défaut tout système de protection),. La commune a été reconnue en état de catastrophe naturelle au titre des dommages causés par les inondations et coulées de boue survenues en 1982, 1999 et 2010,.
La Flotte est exposée au risque de feu de forêt, un massif classé à risque dans le plan départemental de protection des forêts contre les incendies (PDPFCI), élaboré pour la période 2017-2026 et qui fait suite à un plan 2007-2016. Les mesures individuelles de prévention contre les incendies sont précisées par divers arrêtés préfectoraux et s’appliquent dans les zones exposées aux incendies de forêt et à moins de 200 mètres de celles-ci. L’article L.131-1 du code forestier et l’arrêté du 2 décembre 2020 règlementent l'emploi du feu en interdisant notamment d’apporter du feu, de fumer et de jeter des mégots de cigarette dans les espaces sensibles et sur les voies qui les traversent sous peine de sanctions. Un autre arrêté du 2 décembre 2020 rend le débroussaillement obligatoire, incombant au propriétaire ou ayant droit,,,.
Par ailleurs, afin de mieux appréhender le risque d’affaissement de terrain, l'inventaire national des cavités souterraines permet de localiser celles situées sur la commune.
Concernant les mouvements de terrains, la commune a été reconnue en état de catastrophe naturelle au titre des dommages causés par des mouvements de terrain en 1999 et 2010.

#### Risques technologiques
Le risque de transport de matières dangereuses sur la commune est lié à sa traversée par une ou des infrastructures routières ou ferroviaires importantes ou la présence d'une canalisation de transport d'hydrocarbures. Un accident se produisant sur de telles infrastructures est susceptible d’avoir des effets graves sur les biens, les personnes ou l'environnement, selon la nature du matériau transporté. Des dispositions d’urbanisme peuvent être préconisées en conséquence.

## Histoire

### Antiquité
Selon l'Inrap, la cote nord de l'île de Ré pourrait avoir été un port d'échouage durant l'Antiquité. 

### Moyen Âge
Une fouille menée à La Flotte en 2024, met en évidence des échanges avec les populations nordiques d’Europe pendant la période carolingienne.

### Moderne

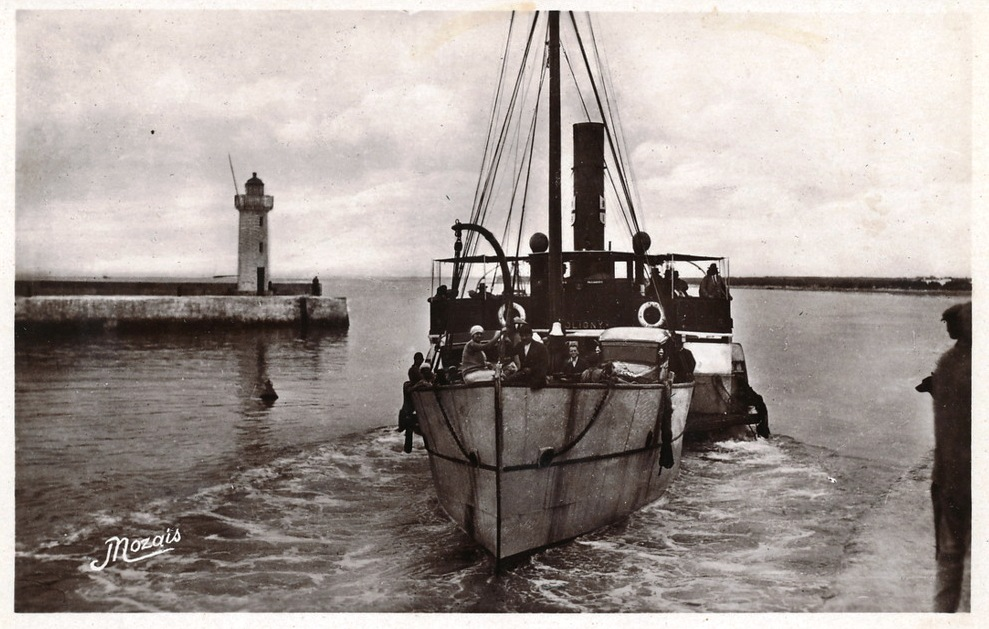
Le vapeur Coligny assurant la relation avec La Rochelle, quitte le port de La Flotte en Janvier 1930.

Le 6 novembre 1627, le régiment des Gardes françaises attaque les troupes anglaises, de George Villiers duc de Buckingham, qui assiègent la citadelle de Saint-Martin-de-Ré, défendue par Jean du Caylar de Saint-Bonnet, marquis de Toiras. Après avoir fait manquer l'assaut anglais, les Gardes françaises se retirent par le bourg de La Flotte, y brûlent dans le port trois vaisseaux anglais et rentrent au fort La Prée.
Village natal de Gustave Dechézeaux (8 octobre 1760 - 17 janvier 1794). Député de la Convention nationale. Injustement accusé, il est guillotiné à Rochefort puis réhabilité par la Convention le 18 avril 1795.

## Politique et administration

### Élections municipales et communautaires

#### Élections les plus récentes

##### Élections municipales de 2008

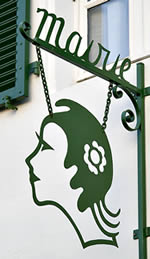
Enseigne sur le fronton de la mairie.

| Liste conduite par  | Nombre de candidats | %      | Voix (moyenne des listes) | Élu(s) |
| ------------------- | ------------------- | ------ | ------------------------- | ------ |
| Léon Gendre         | 23                  | 52,6 % | 1059                      | 23     |
| Jean-Paul Héraudeau | 23                  | 47,4 % | 953                       |        |

##### Élections municipales de 2001
| Liste conduite par | Nombre de candidats | %       | Voix (moyenne des listes) | Élu(s) |
| ------------------ | ------------------- | ------- | ------------------------- | ------ |
| Léon Gendre        | 23                  | 100,0 % | 1188                      | 23     |

##### Élections municipales de 1995
| Liste conduite par | Nombre de candidats | %      | Voix (moyenne des listes) | Élu(s) |
| ------------------ | ------------------- | ------ | ------------------------- | ------ |
| Léon Gendre        | 23                  | 52,0 % | 824                       | 15     |
| Raymond Grassineau | 23                  | 48,0 % | 760                       | 8      |

##### Élections municipales de 1989
| Liste conduite par | Nombre de candidats | %      | Voix (moyenne des listes) | Élu(s) |
| ------------------ | ------------------- | ------ | ------------------------- | ------ |
| Léon Gendre        |                     | 49,4 % | 735                       |        |
| James Roy          |                     | 27,0 % | 402                       |        |
| Menanteau          |                     | 23,6 % | 350                       |        |

## Population et société

### Démographie

#### Évolution démographique
L'évolution du nombre d'habitants est connue à travers les recensements de la population effectués dans la commune depuis 1793. Pour les communes de moins de 10 000 habitants, une enquête de recensement portant sur toute la population est réalisée tous les cinq ans, les populations de référence des années intermédiaires étant quant à elles estimées par interpolation ou extrapolation. Pour la commune, le premier recensement exhaustif entrant dans le cadre du nouveau dispositif a été réalisé en 2006.

En 2022, la commune comptait 3 131 habitants, en évolution de +13,69 % par rapport à 2016 (Charente-Maritime : +4,04 %, France hors Mayotte : +2,11 %).
| 1793  | 1800  | 1806  | 1821  | 1831  | 1836  | 1841  | 1846  | 1851  |
| ----- | ----- | ----- | ----- | ----- | ----- | ----- | ----- | ----- |
| 4 400 | 3 322 | 2 847 | 2 556 | 2 557 | 2 411 | 2 429 | 2 462 | 2 422 |

| 1856  | 1861  | 1866  | 1872  | 1876  | 1881  | 1886  | 1891  | 1896  |
| ----- | ----- | ----- | ----- | ----- | ----- | ----- | ----- | ----- |
| 2 352 | 2 386 | 2 450 | 2 315 | 2 395 | 2 389 | 2 381 | 2 447 | 2 373 |

| 1901  | 1906  | 1911  | 1921  | 1926  | 1931  | 1936  | 1946  | 1954  |
| ----- | ----- | ----- | ----- | ----- | ----- | ----- | ----- | ----- |
| 2 267 | 2 096 | 2 118 | 1 813 | 1 629 | 1 475 | 1 396 | 1 260 | 1 393 |

| 1962  | 1968  | 1975  | 1982  | 1990  | 1999  | 2006  | 2011  | 2016  |
| ----- | ----- | ----- | ----- | ----- | ----- | ----- | ----- | ----- |
| 1 578 | 1 681 | 1 737 | 1 878 | 2 452 | 2 737 | 2 907 | 2 861 | 2 754 |

| 2021  | 2022  | - | - | - | - | - | - | - |
| ----- | ----- | - | - | - | - | - | - | - |
| 3 017 | 3 131 | - | - | - | - | - | - | - |

#### Pyramide des âges
La population de la commune est relativement âgée. En 2020, le taux de personnes d'un âge inférieur à 30 ans s'élève à 21,9 %, soit un taux inférieur à la moyenne départementale (28,6 %). Le taux de personnes d'un âge supérieur à 60 ans (47,1 %) est supérieur au taux départemental (35,5 %).
En 2020, la commune comptait 1 381 hommes pour 1 522 femmes, soit un taux de 52,43 % de femmes, supérieur au taux départemental (52,11 %).
Les pyramides des âges de la commune et du département s'établissent comme suit :
| Hommes | Classe d’âge | Femmes |
| ------ | ------------ | ------ |
| 1,5    | 90 ou +      | 2,4    |
| 14,7   | 75-89 ans    | 15,6   |
| 29,3   | 60-74 ans    | 30,6   |
| 18     | 45-59 ans    | 19,1   |
| 13,3   | 30-44 ans    | 11,6   |
| 10,5   | 15-29 ans    | 10,1   |
| 12,7   | 0-14 ans     | 10,5   |

| Hommes | Classe d’âge | Femmes |
| ------ | ------------ | ------ |
| 1,1    | 90 ou +      | 2,6    |
| 10,1   | 75-89 ans    | 12,6   |
| 22     | 60-74 ans    | 23,2   |
| 20,1   | 45-59 ans    | 19,7   |
| 16,1   | 30-44 ans    | 15,6   |
| 15,2   | 15-29 ans    | 12,7   |
| 15,4   | 0-14 ans     | 13,6   |

## Économie
- Agriculture, asperges, pommes de terre, vigne.
- Ostréiculture, nautisme, pêche.
- Tourisme. Hébergement : six hôtels, cinq campings, chambres d'hôtes, locations saisonnières.

## Culture locale et patrimoine

### Lieux et monuments
- Le Port : il fut port de commerce pour le vin et le sel, puis port de pêche. Il est essentiellement port de plaisance aujourd'hui. Sa capacité est de 200 postes sur pontons et 150 postes en mouillages organisés. Les bateaux sont en fête lors du son et lumière « ombres de nuits » et lors de la fête du port en mai de chaque année.
- Les ruines de l'Abbaye cistercienne Notre-Dame-de-Ré (entre Rivedoux-Plage et La Flotte). L'ensemble est classé « Monument historique » depuis le 21 mai 1990.
- Le Fort La Prée construit en 1625 et partiellement rasé par Vauban en 1685.
- Le Marché médiéval.
- La Maison du Platin, musée de la pêche, de la pêche à pied, de l'ostréiculture, de la vie rétaise et flottaise (collections de photos du début XXe siècle et de maquettes).
- L'Église Sainte-Catherine de La Flotte (ou « église Sainte-Catherine d'Alexandrie ») datant du XVe siècle. Inscrite, en partie, au titre des Monuments Historiques, en 1988[29].
- Une statue de la Sainte-Vierge, élevée en 1945, défraie l'actualité dans les années 2020 lorsqu'à la suite d'une plainte déposée par une section locale de la Fédération nationale de la libre pensée, le tribunal administratif juge qu'elle doit être déplacée[30],[31],[32],[33]. La statue a été retirée le lundi 30 octobre 2023.

Le village fait partie des plus beaux villages de France.

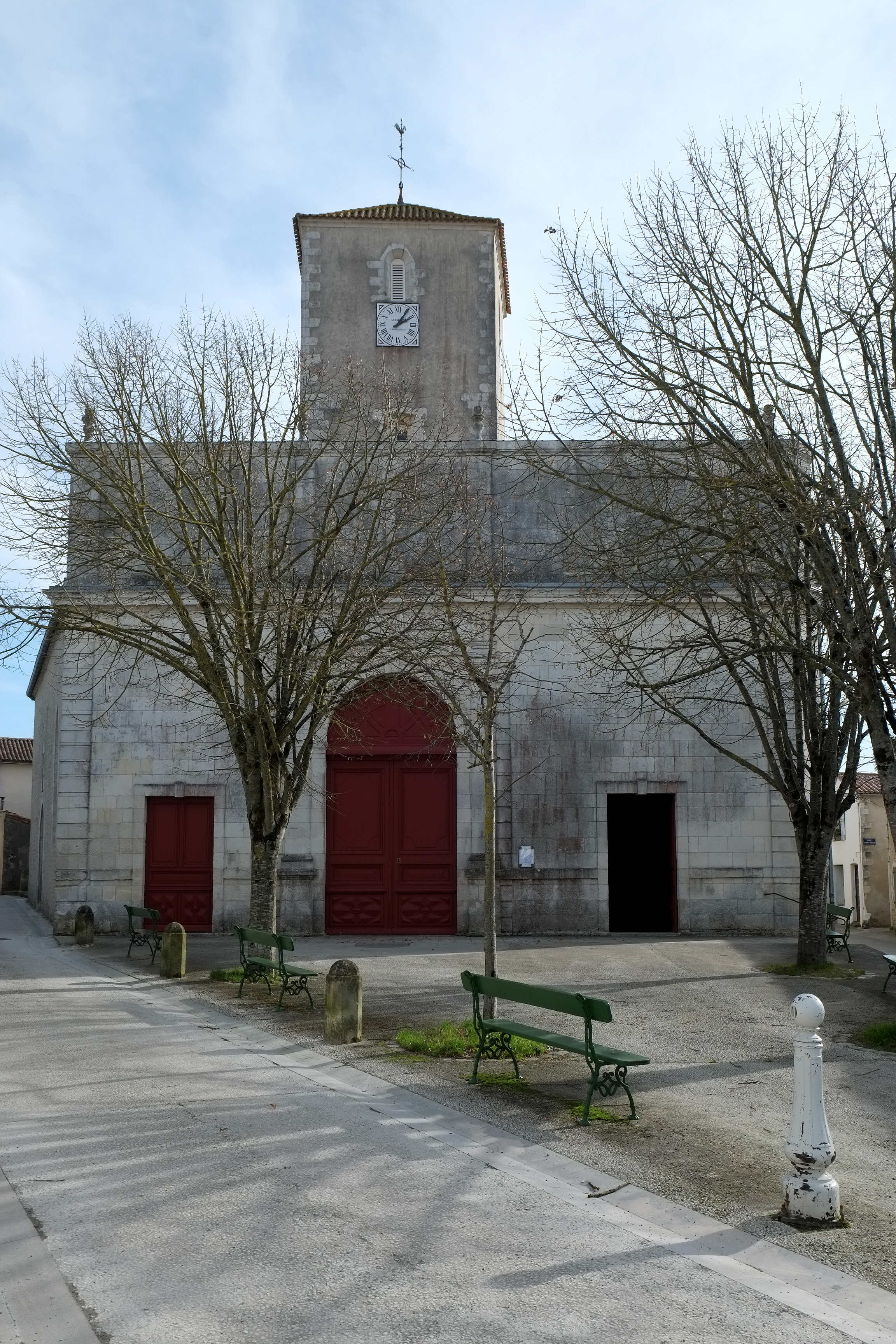
L'église Sainte-Catherine d'Alexandrie.
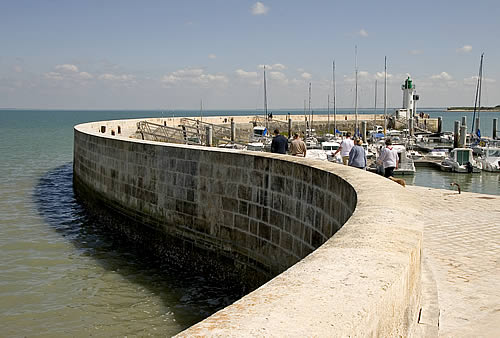
La jetée nord du port de La Flotte.
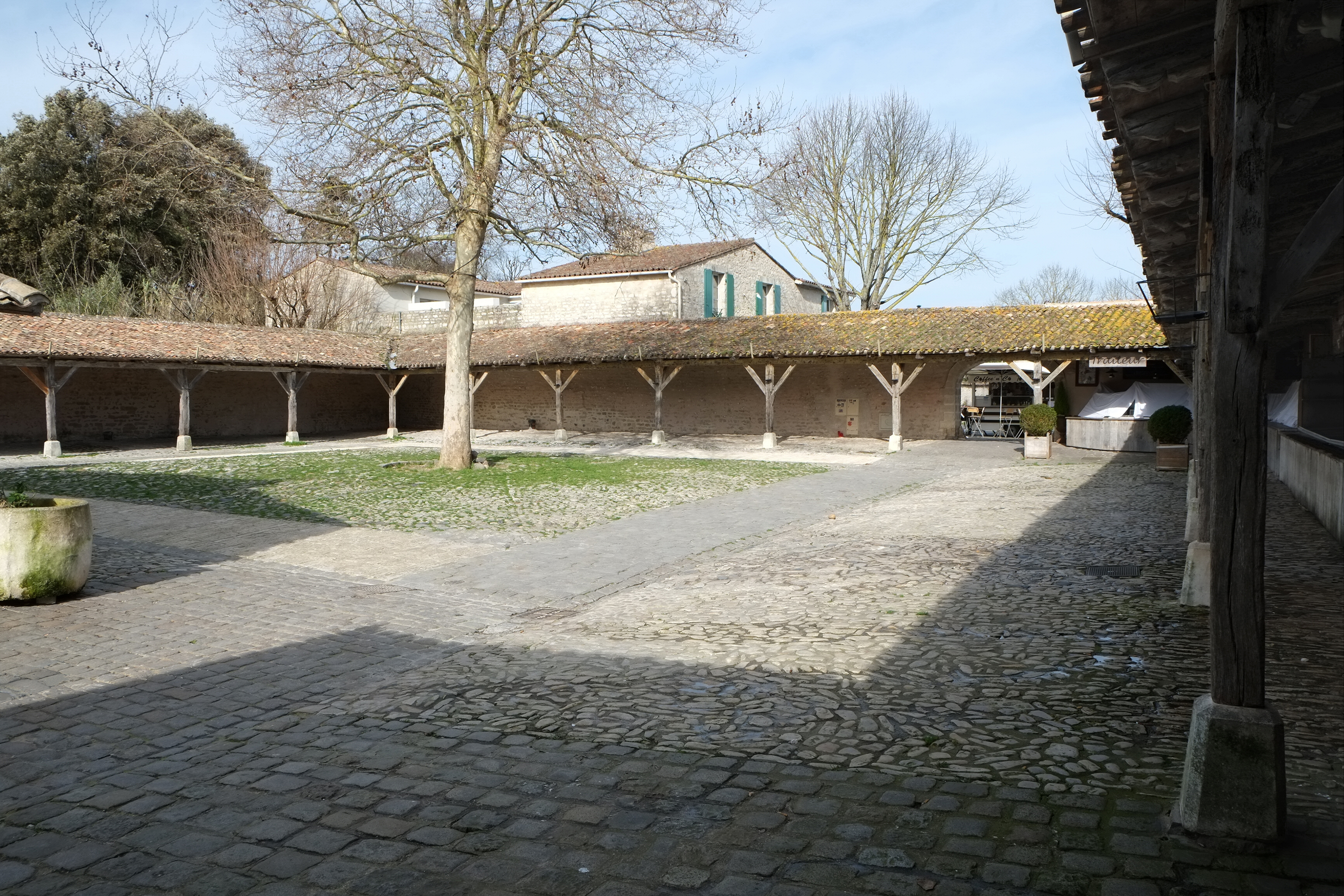
Le marché médiéval.
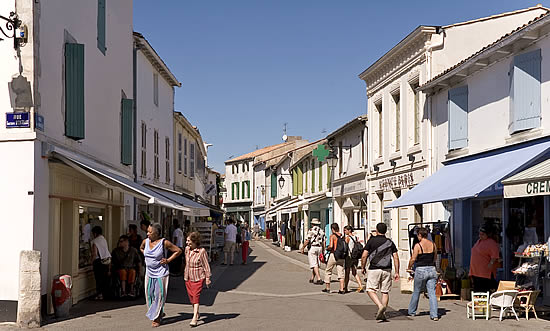
Une rue piétonne.
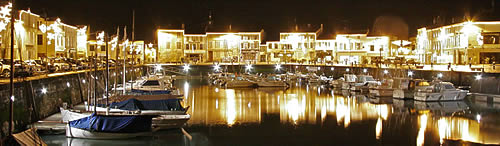
Le bassin principal, illuminations un 31 décembre.
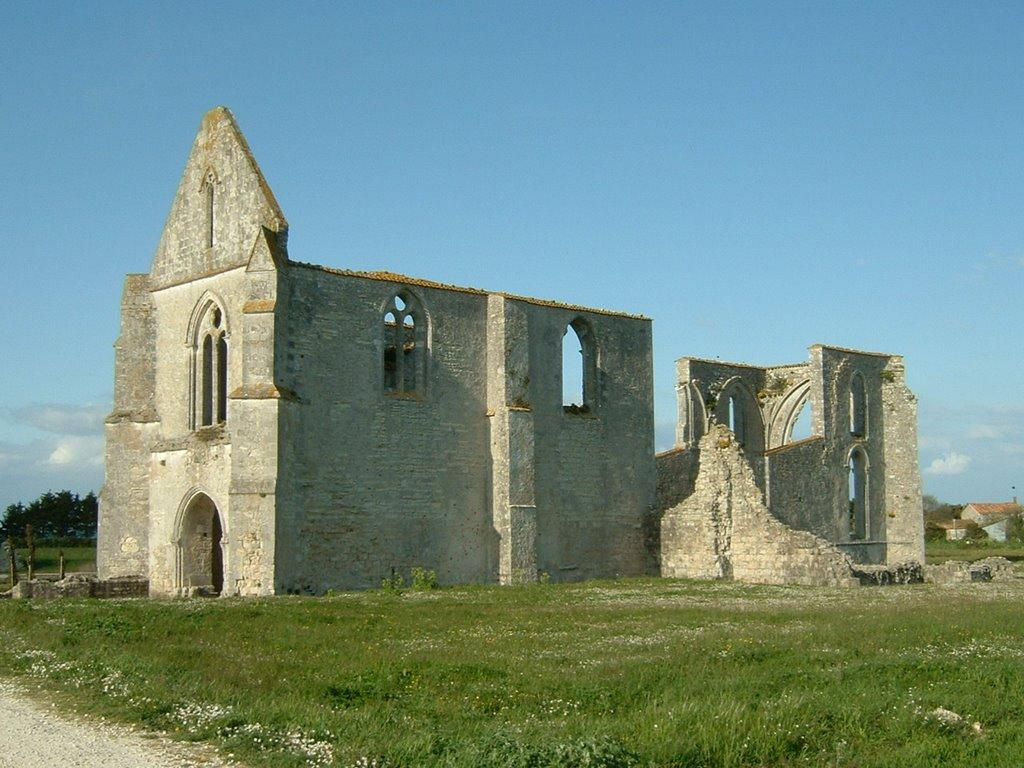
L'abbaye Notre-Dame-de-Ré.
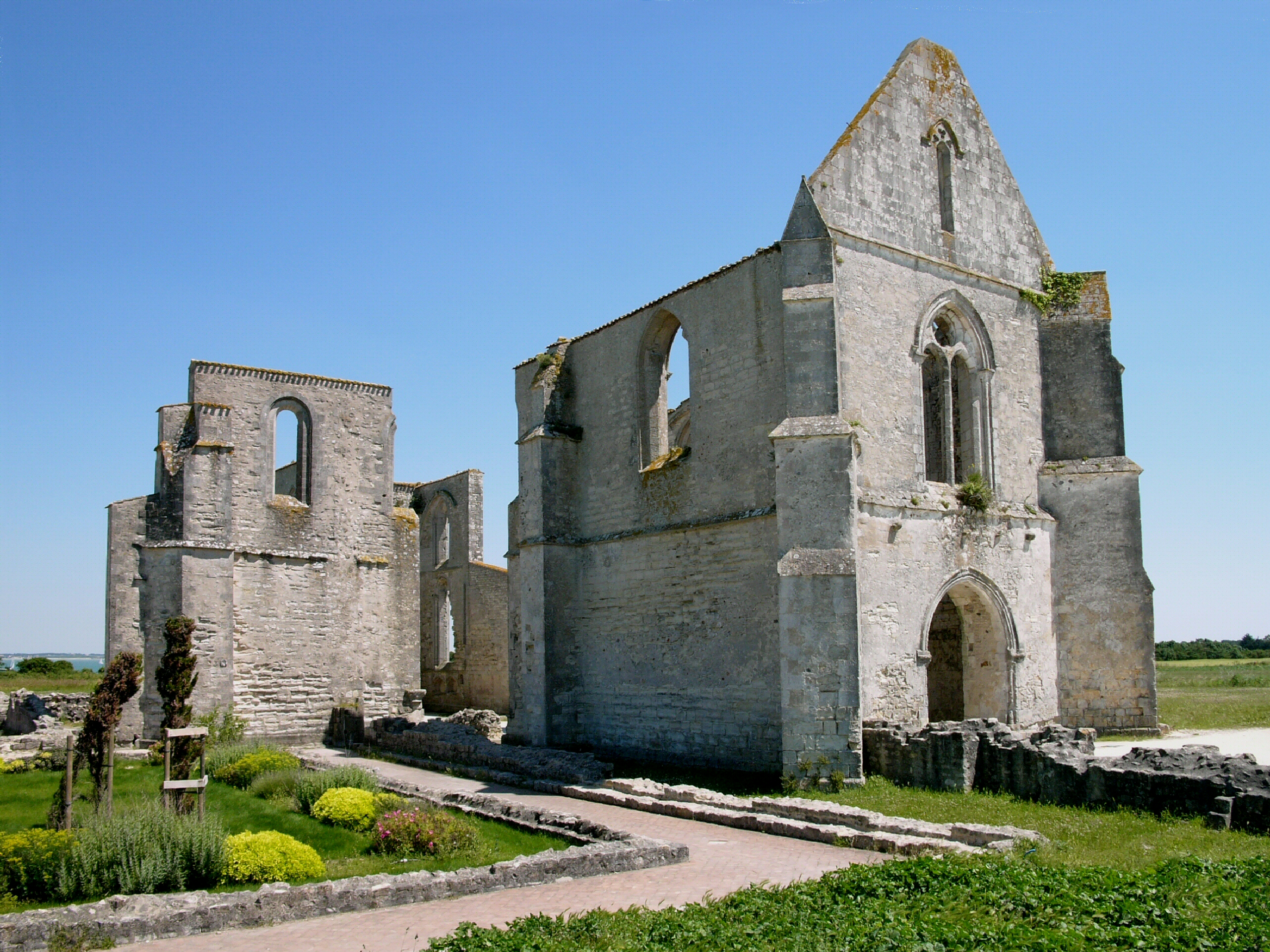
Les ruines de l'Abbaye Notre-Dame-de-Ré, vue du nord.
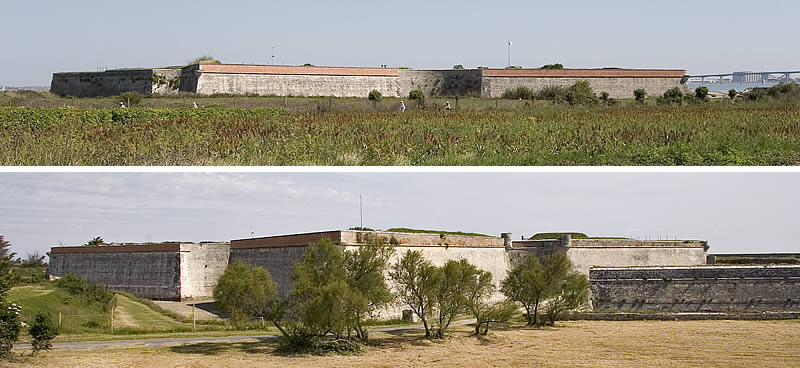
Le Fort La Prée construit en 1626, revisité par Vauban en 1685 (entre Rivedoux-Plage et La Flotte).
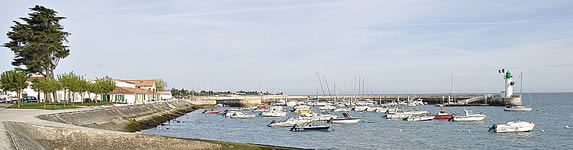
L'avant-port de La Flotte.

### Personnalités liées à la commune
- Nicolas Martiau (1591-1657), colon huguenot, ancêtre de George Washington et du général Lee.
- Mme de Tencin, salonnière et femme de lettres qui possédait la Grainetière entre 1735 et 1749.
- Denis Goguet (1704-1778), négociant et armateur.
- Gustave Dechézeaux (8 octobre 1760 à La Flotte-en-Ré - 17 janvier 1794 à Rochefort), homme politique français. Député à la Convention nationale, condamné à mort « Pour avoir conspiré contre la République », guillotiné, puis réhabilité par cette même Convention.
- Jacques Gilles Henri Goguet (1767-1794), général.
- Roger Barberot (1915-2002), Compagnon de la Libération par décret du 7 mars 1941, marin le plus décoré de France en 1944, y a possédé une propriété à proximité du marché.
- Léon Gendre, conseiller général du canton de Saint-Martin-de-Ré (réélu en 2011), président de la Communauté de communes de l'île de Ré de 1993 à 2008, maire de La Flotte depuis 1977, ex-restaurateur (créateur du restaurant Le Richelieu).

### Héraldique
| Blason | Blasonnement : Parti : au 1er de gueules au lion d'or chargé sur l'épaule d'une coquille d'argent, au 2e mi-parti d'azur semé de fleurs de lis d'or et à la nef d'argent brochante. |